# Hidrofilija
Hidrofilija (manj ustrezno hidrogamija) je botanični izraz, ki se uporablja za razmeroma slabo razširjen tip opraševanja, pri katerem se pelod prenaša s pomočjo vode. Rastlinskim vrstam, pri katerih se pojavlja hidrofilija, rečemo hidrofilne rastline. Najpogosteje pelodna zrna prenašata rečni tok in vodni tok v potokih. Poleg hidrofilije poznamo še več drugih načinov opraševanja rastlin; najbolj razširjena sta anemofilija (opraševanje s pomočjo vetra) in zoofilija (opraševanje s pomočjo živali). Za hidrofilijo se predvideva, da se je razvila iz anemofilije.

## Delitev
Običajno hidrofilne vrste razvrščamo v dve različni kategoriji. Nekatere rastlinske vrste odvržejo svoj pelod zunaj vode in ta potem, ko pade v vodo, pasivno pluje po vodni gladini, dokler ne doseže rastline z ženskimi cvetovi. Temu načinu pogosto rečemo kar opraševanje nad vodno gladino ali epihidrofilija (manj ustrezno epihidrogamija).
Pelodna zrna drugih vrst se iz prašnikov sproščajo pod vodno gladino in nato na takšen način potujejo do (navadno) potopljenih rastlin z ženskimi cvetovi. Temu načinu pravimo tudi hipohidrofilija (manj ustrezno hipohidrogamija). Med podvodne (submerzne) rastlinske vrste spadajo na primer rogolist (Ceratophyllum), podvodnica (Najas) in morska trava (Zostera).

### Opraševanje nad vodno gladino
Epihidrofilija, opraševanje nad vodno gladino, je veliko bolj razširjeno in se zanj predvideva, da naj bi bilo prehodno stanje med anemofilijo (opraševanjem z vetrom) in pravo hidrofilijo. Za ta način opraševanja je značilno, da pelod pasivno plava na vodni gladini, vse dokler ne doseže ženskih pestičev. Opisan pojav so zasledili pri rodovih Hydrilla, Callitriche, Ruppia, Zostera (morske trave) in Elodea. Pri rodu valisnerija, Vallisneria se moške rastline sčasoma odcepijo od podlage in pasivno potujejo z vodnim tokom vse do ženskih rastlin, čemur sledi stik med moškimi prašniki in brazdami ženskih pestičev, pri čemer se pelod prenese iz ene rastline na drugo. Opraševanje nad vodno gladino je bilo opisano tudi pri nekaj vrstah rodu dristavec, Potamogeton in izbranih morskih vrstah.

### Opraševanje pod vodno gladino
Hipohidrofilija, opraševanje pod vodno gladino, se pojavlja recimo pri nekaterih rastlinah rodu Hydrilla in vrstama Posidonia australis ter Zostera marina. Med bolj znane hidrofilne vrste, ki se oprašujejo pod vodno gladino, sodi tudi rod podvodnic (Najas), kjer so pelodna zrna rastlin težja kot voda in zato potonejo. Na poti proti morskemu dnu nekatera pelodna zrna ujamejo pestiči razmeroma enostavnih ženskih rastlin.